# Alfredo Cruz
Alfredo Cruz (* 2. August 1990) ist ein mexikanisch-US-amerikanischer Bahn- und Straßenradrennfahrer.
Alfredo Cruz wurde 2008 auf der Bahn US-amerikanischer Meister in der Mannschaftsverfolgung der Juniorenklasse. Im nächsten Jahr gewann er bei den Nationalen Olympischen Spielen in Mexiko das Einzelzeitfahren der U23-Klasse. Bei der Panamerikameisterschaft wurde er für Mexiko Zehnter im Einzelzeitfahren und Siebter im Straßenrennen. Im Straßenrennen gewann er damit auch die Bronzemedaille der U23-Klasse. Seit 2011 fährt Cruz für das Chipotle Development Team. In seinem ersten Jahr dort gewann er eine Etappe beim Valley of the Sun Stage Race.

## Erfolge – Bahn
2008
- US-amerikanischer Meister – Mannschaftsverfolgung (Junioren) mit Danny Finneran, Danny Heeley und Iggy Silva

## Erfolge – Straße
2009
- Panamerikameisterschaft – Straßenrennen (U23)

## Teams
- 2011 Chipotle Development Team